# خورخي هيريرا مارتينيز
خورخي هيريرا مارتينيز هو سياسي مكسيكي، ولد في 7 ديسمبر 1958 في ولاية مكسيكو في المكسيك. نشط حزبياً في Ecologist Green Party of Mexico ‏. وقد انتخب عضو مجلس النواب المكسيك ‏.